# Divišov
Divišov (en allemand : Diwischau) est un bourg (městys) du district de Benešov, dans la région de Bohême-Centrale, en République tchèque. Sa population s'élevait à 1 810 habitants en 2024.

## Géographie
Divišov se trouve à 14 km à l'est de Benešov et à 45 km au sud-est du centre de Prague, près des rivières Sázava et Blanice.
La commune est limitée par Čakov, Ostředek et Drahňovice au nord, par Český Šternberk et Všechlapy à l'est, par Libež, Slověnice et Bílkovice au sud, et par Litichovice, Třebešice et Teplýšovice à l'ouest.

## Histoire
La première mention écrite de la localité date de 1130.

## Galerie

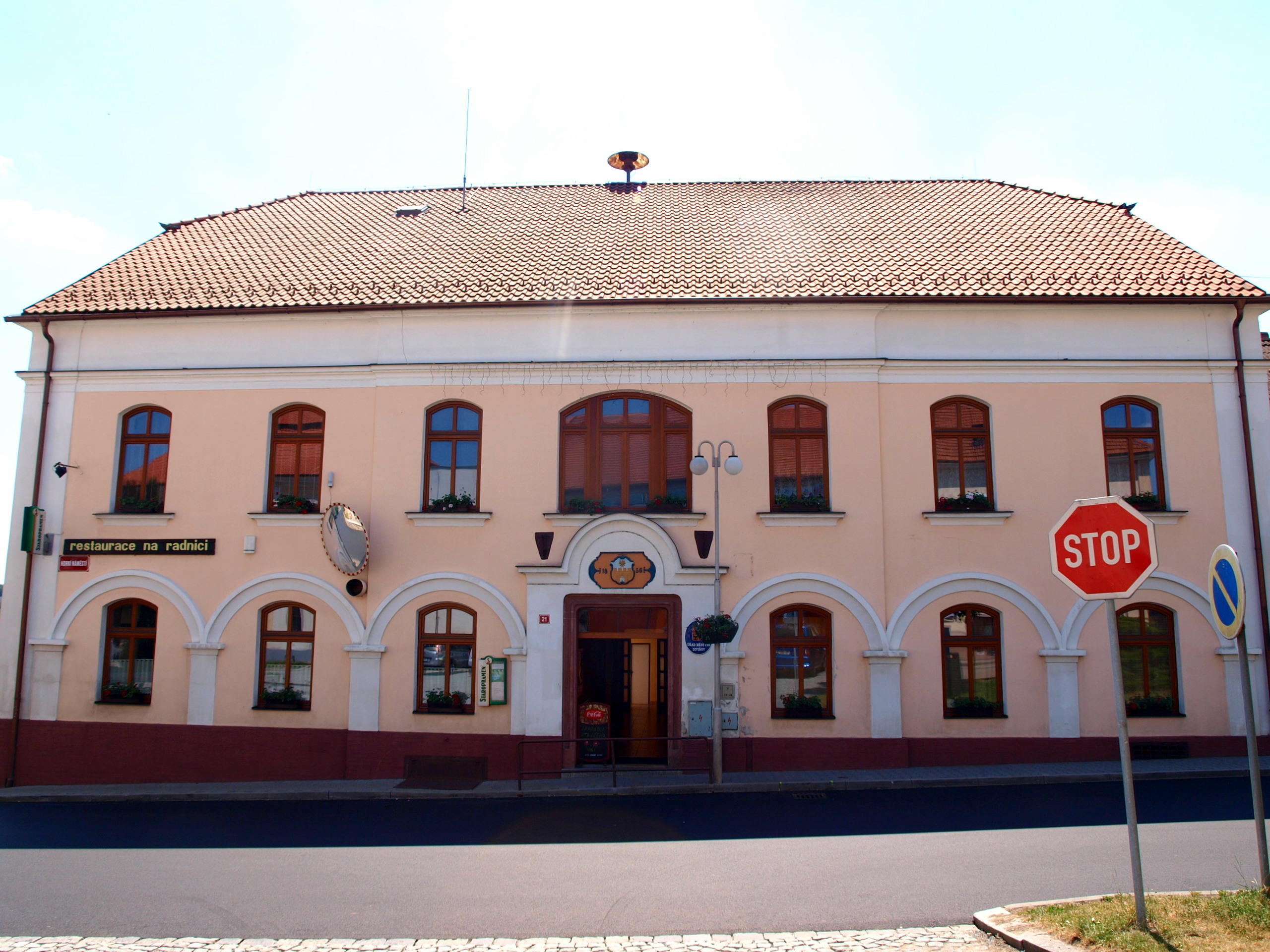
Divišov : la mairie.
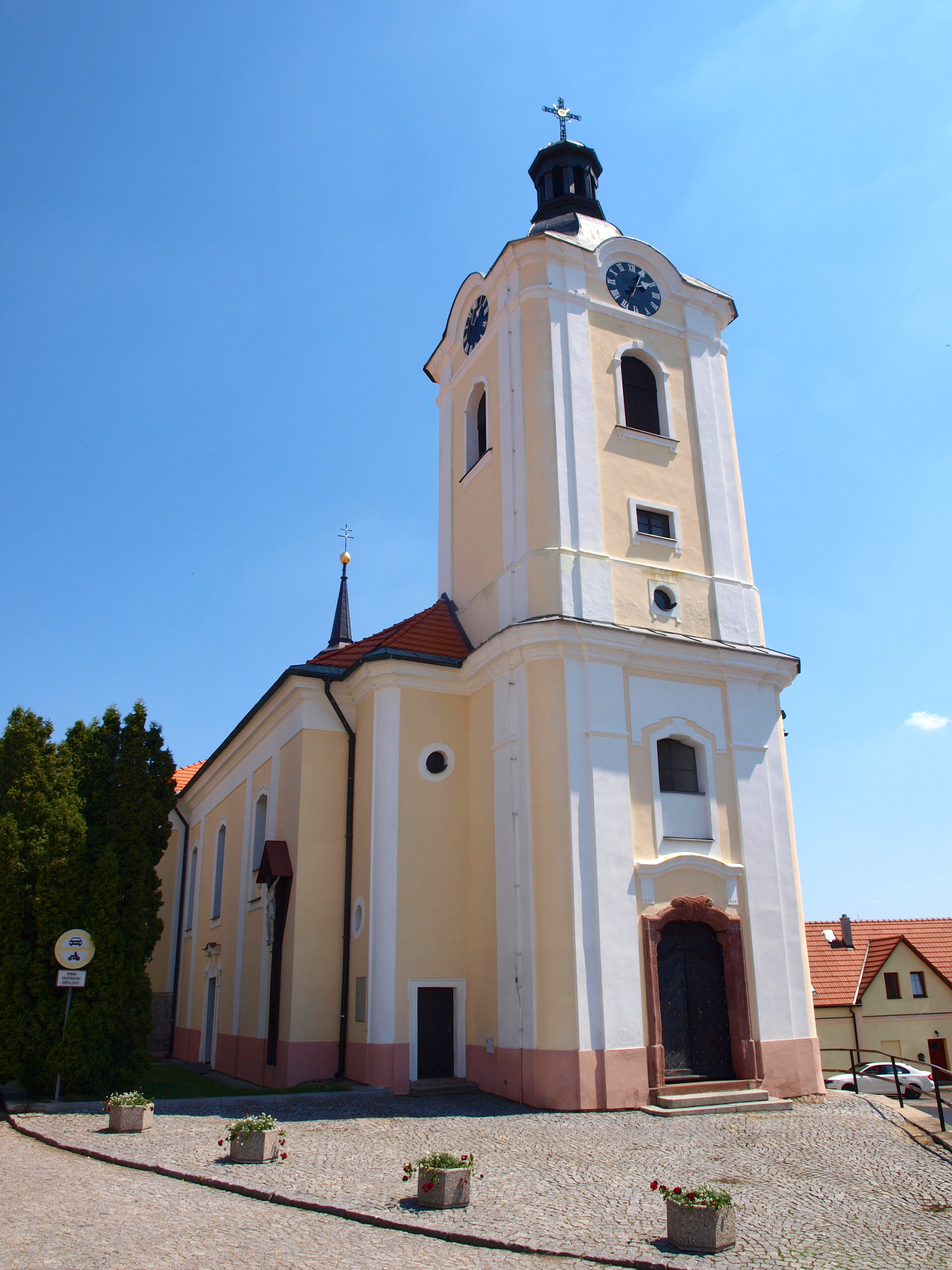
L'église Saint-Barthélemy.